# Иоганн Вильгельм (герцог Юлиха-Клеве-Берга)
Иоганн Вильгельм (нем. Johann Wilhelm von Kleve, нидерл. Johan Willem van Kleef; 29 мая 1562 — 25 марта 1609) — герцог Клеве, Берга и Юлиха, граф Марка и Равенсберга, сеньор Равенштейна с 1592 года. Сын Вильгельма IV Клевского и его жены австрийской эрцгерцогини Марии Габсбург. Последний представитель своей династии.

## Биография
Сначала был ярым католиком — в отличие от отца — одного из руководителей Протестантского союза Германии.
С 1571 по 1574 годы — коадъютор епископства Мюнстерского, в 1574—1585 годах — епископ Мюнстера (59-й по счёту).
Конфликтовал с отцом из-за разных вероисповеданий, но после его смерти в 1592 году как единственный сын наследовал его владения.
Перед смертью душевное здоровье Иоганна Вильгельма ухудшилось. Он был признан сумасшедшим и практически отстранен от руководства своими княжествами.
На его владения претендовали Гогенцоллерны и Виттельсбахи — мужья его сестер. После смерти бездетного герцога началась война за Юлихское наследство, завершившаяся разделом по договору в Ксантене (1614 год). Гогенцоллерны получили Клеве, Марк и Равенсберг, Виттельсбахи — Юлих и Берг.